# Моховое (Аннинский район)

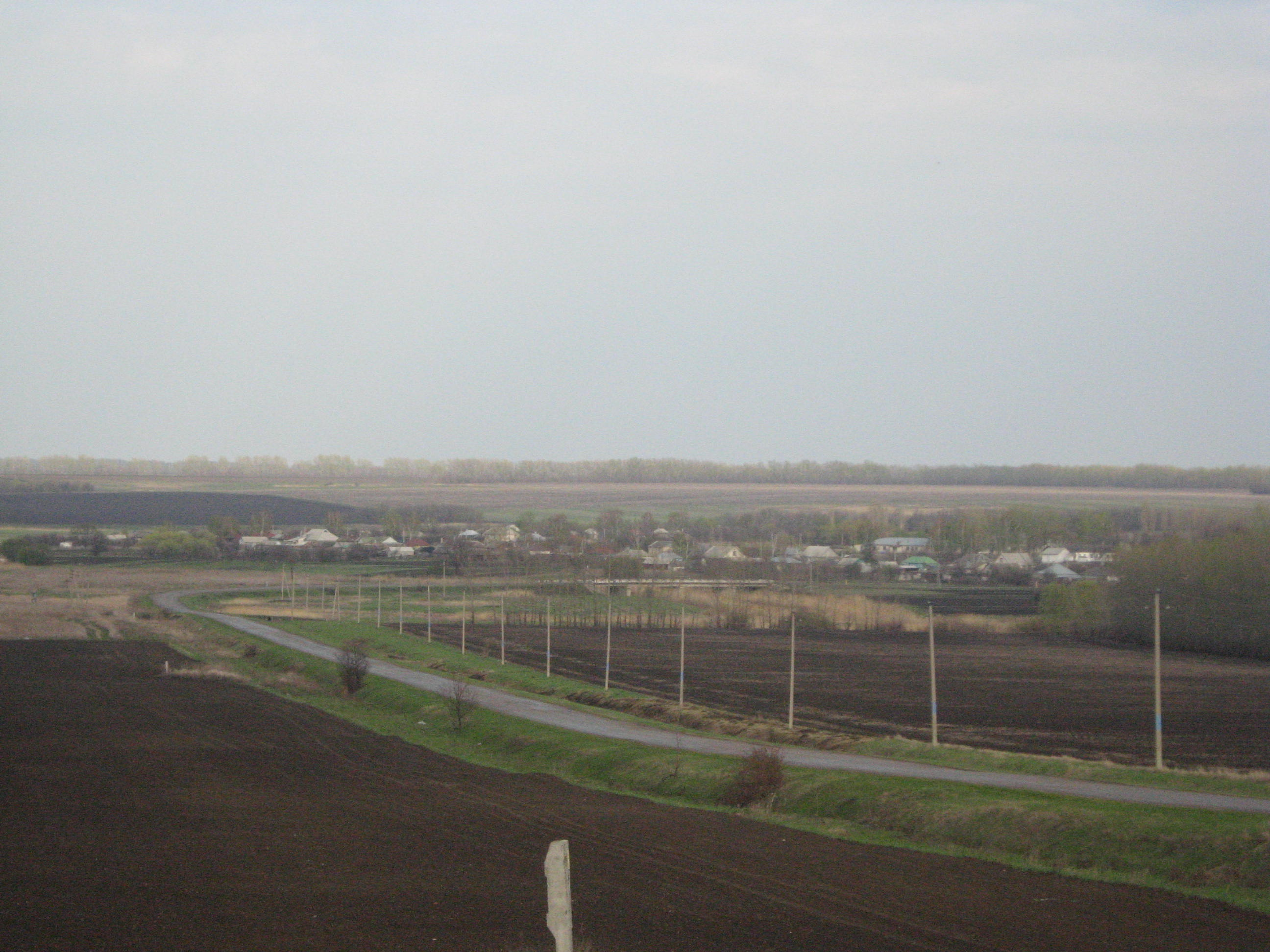
Дорога в село Моховое

Мохово́е — село в Аннинском районе Воронежской области России, на реке Курла́к.
Входит в Новокурлакское сельское поселение.

## История

### До основания села
Местность, где находится современное село Моховое (Старый Курлак 2-й) издревле называлось Диким полем. Здесь кочевали половцы, печенеги, татары, ногаи. Вплоть до XVIII века эти земли были ничейными, но здесь очень часто появлялись татары, совершая набеги на южные рубежи России. Однако уже в конце XVII века сюда приходят русские люди. Земли эти были богаты лесами, в здешних водоёмах водилось много рыбы. Так, например, в конце XVII века воронежский воевода Д. В. Ваторопин посылал в эти земли «орловских людей» для ловли рыбы: «дав им неводы и всякие рыболовные снасти, послал на Битюк и на реку Середу и в иные места…». Постепенно Прибитюжье начинает заселяться русскими.
Недалеко от современного Мохового (11 км.) за рекой Битюг с 1699 года существовал Троицкий Битюцкий мужской монастырь, который в 1764 году по указу Екатерины II вместе с некоторыми другими монастырями Воронежской епархии упразднили.
Современная местность села Моховое входила до XVI века в Червлёный Яр.

### Моховое в XIX веке
Историческое название села Моховое — Старый Курлак 2-й. Однако, первоначально Моховое указывалось в документах, как Старый Курлак казённый, дабы отличить от Старого Курлака владельческого.
Моховое возникло в начале XIX века (около 1810 г.). Село основали потомки однодворцев, переселившиеся сюда из Старого Курлака. Так как Старый Курлак в 1797 году императором Павлом I был пожалован графу А. А. Безбородко и стал крепостным, а в селе проживали и дворцовые крестьяне, и однодворцы, которых закрепостить было нельзя, то последние были вынуждены уйти из Старого Курлака. Переселенцы обосновались на своих землях немного выше по течению реки Курлак на месте практически полностью высохшего мохового болота. Так как по данным книги «Материалы по истории Воронежской и соседних губерний. Выпуск XIV» в Старом Курлаке, откуда переселились будущие жители Мохового, однодворцев было 46 человек, то можно предположить, что примерно такое же число пришло на новое место жительства в начале XIX века.
Именно по названию болота, которое высохло в начале XIX века, село позже назвали Моховым. Однако, небольшие участки болотистой местности есть и сегодня. Они находятся на юге села. Моховое никогда не было большим селением, но так как здесь жили потомки однодворцев, то село всегда было свободным, независимым от помещиков. На 1859 год в Старом Курлаке казённом (Моховом) было 90 дворов и 670 жителей. Моховое входило в состав Новокурлакской волости Бобровского уезда.
На 1887 год в Моховом 117 дворов и 674 жителя. В 1900 году в селе было 158 дворов и 957 жителей. В этом же году в справочной книге «Населённые места Воронежской губернии» отмечается существование церковно-приходской школы, которая в середине 1920-х годов стала школой рабочей молодёжи, 4-х ветряных мельниц, одной мелочной лавки и одной винной лавки.
По данным «Журнала Бобровского уездного земского собрания с 4 по 8 октября 1889 г.» у жителей Старого Курлака 2-го, то есть села Мохового, 1659 десятин 720 саженей земли 3-го разряда. С учётом небольшого количества жителей села этот показатель очень неплохой. Так, к примеру, в соседнем Новом Курлаке при населении в 3512 человек на 1900 год. было всего 1236 десятин 2316 саженей земли. Такая разница объясняется, разумеется тем, что Новый Курлак был крепостным селом, а Моховое нет. Именно поэтому жители Мохового всегда жили в достатке.

Виды Мохового
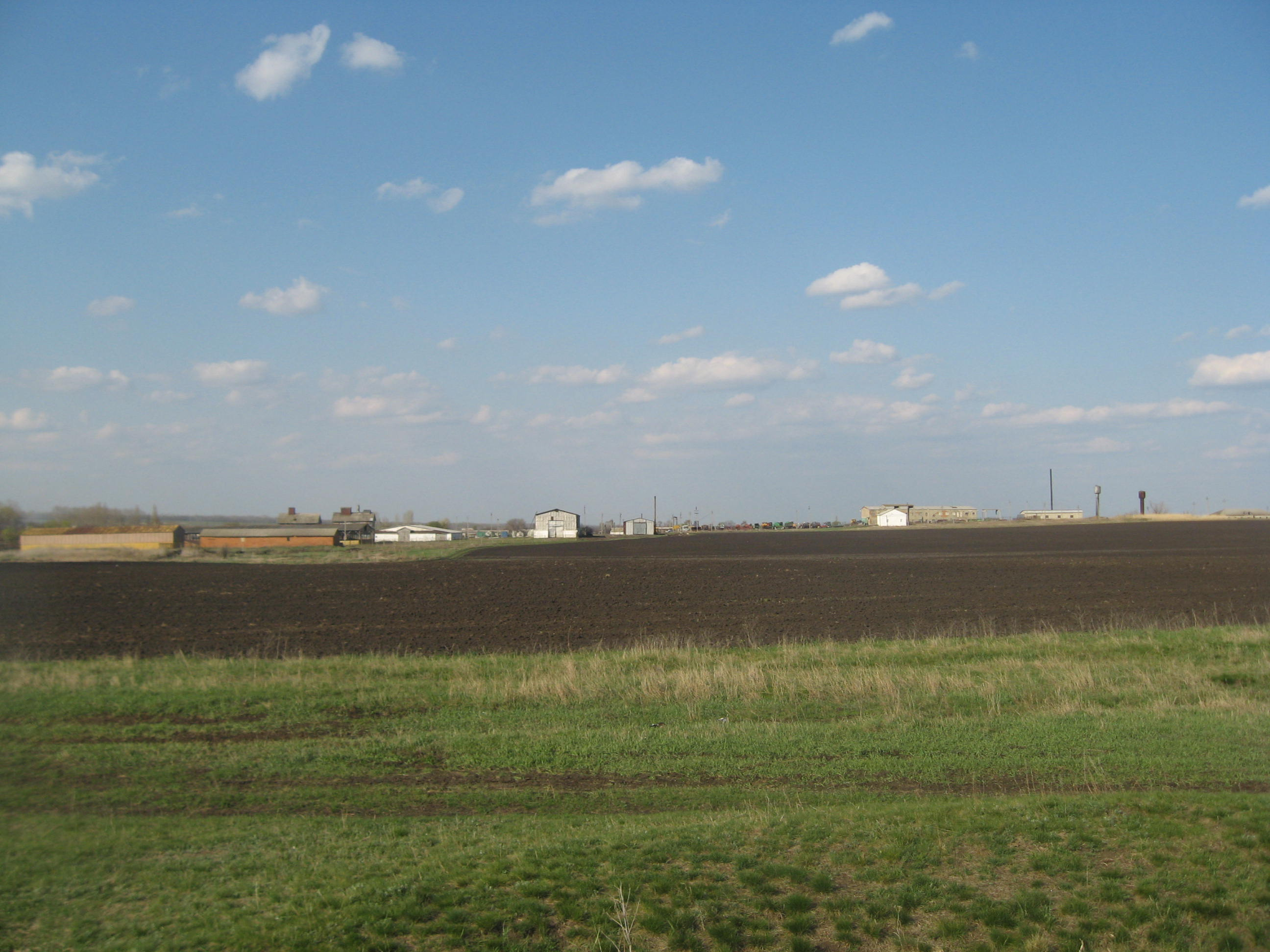
Моховое с места бывшей конной мельницы
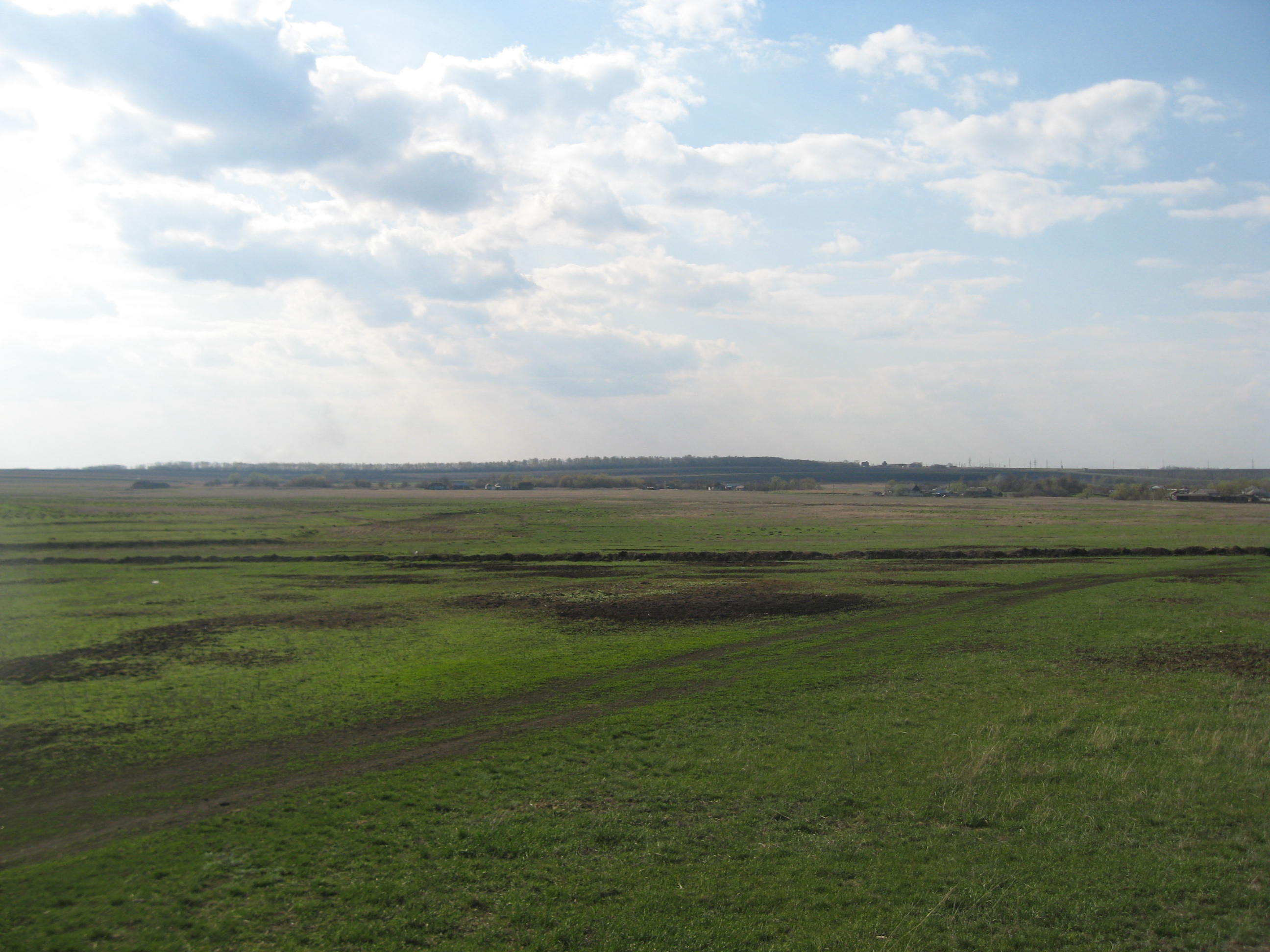
Вид Мохового с места бывшей конной мельницы
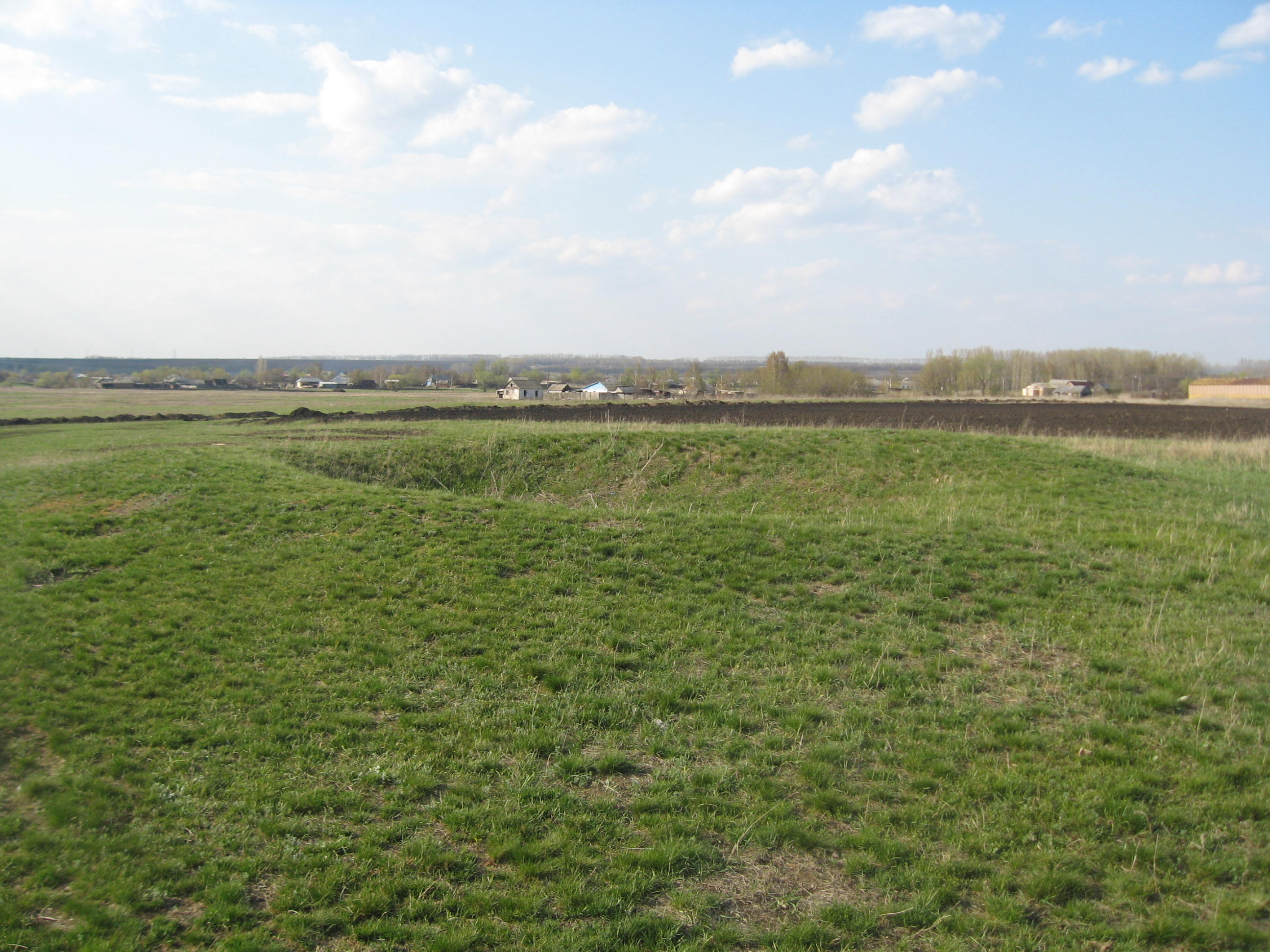
Место, где стояла конная мельница
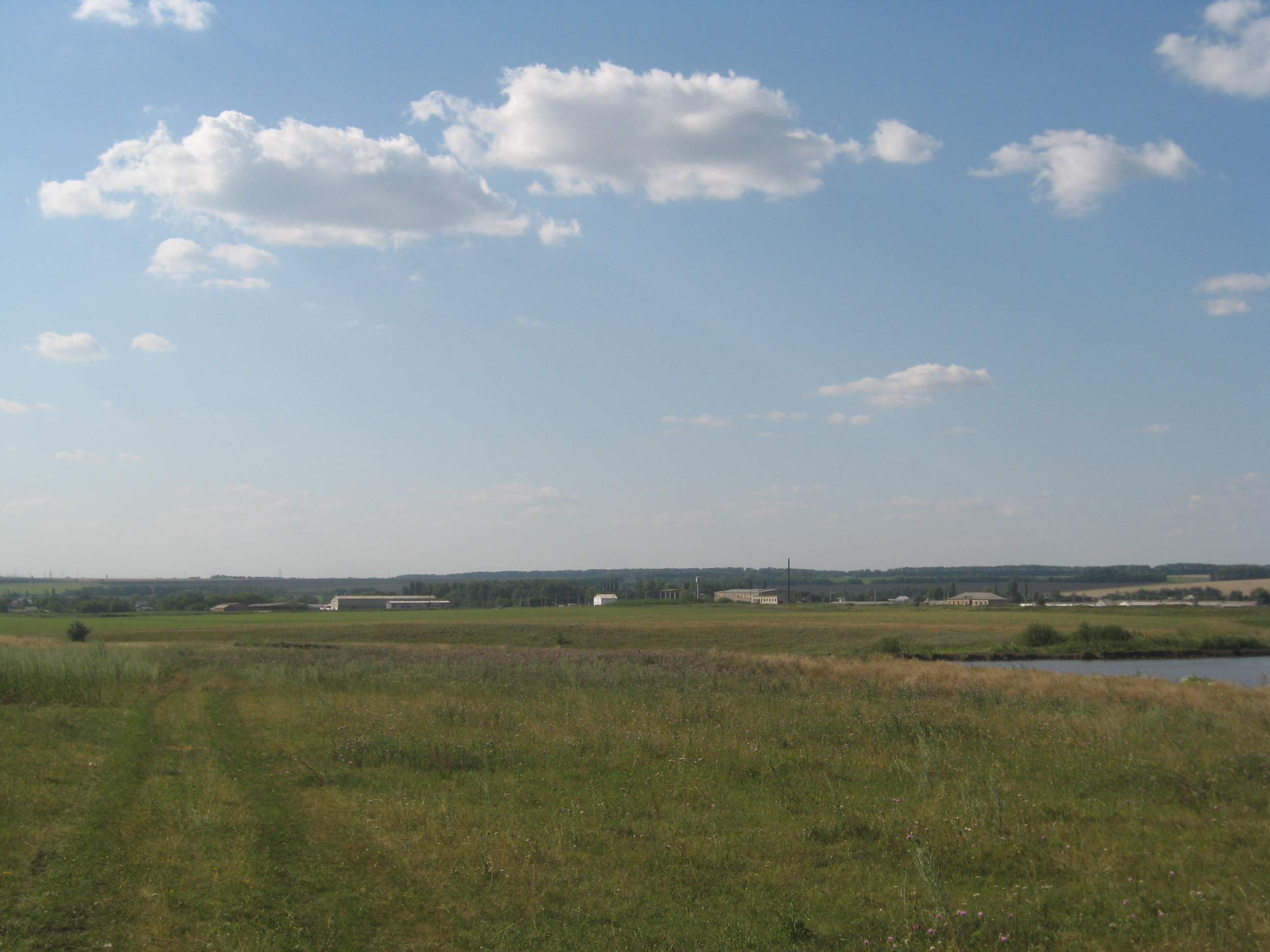
Вид Мохового с пруда Крутенького

#### Димитровская церковь
В конце XIX века в Старом Курлаке II (Моховое) была построена Димитровская церковь. Сельская церковь названа в честь святого Димитрия Солунского. Строилась под руководством местного купца Яицкого, который был богатым человеком. По легенде Яицкий полюбил одну женщину, которая жила в Моховом (сам купец имел шикарную усадьбу километрах в 5 от Мохового на юг). Именно для неё он и организовал строительство церкви, чтобы его возлюбленная имела возможность помолиться в храме Божьем, не выезжая из Мохового (ближайшая церковь находилась в Новом Курлаке и Старом Курлаке).
Димитровская церковь была деревянной, щели заделывали шерстью и обивали железными пластинами. Моховская церковь была покрашена в голубой цвет и казалась монолитно сделанной, не было ни щелей, ни дыр, ни выемок. Размеры церкви были примерно 10×20 м, высота около 20 м. Фундамент церкви был сложен из кирпича, производимого в Новом Курлаке торговцами братьями Проторчиными. Для особой крепости кладки фундамента раствор размешивали молоком. Внутри сельский храм отличался богатством убранства. Большой внутренний купол был расписан в голубой цвет с ликами святых и ангелов. Церковь имела колокольню, позади на крыше был шпиль. С правой стороны Димитриевская церковь имела деревянную ограду, стоял колодец с чистейшей водой и были посажены яблони и сливы. В 1940-е годы церковь закрыли, колокольню с помощью трактора снесли. В здании церкви было и колхозное правление, позже — сельский клуб, и зернохранилище. В 1960-е годы со строительством асфальтовой дороги развалины деревянной церкви были окончательно снесены.

### Моховое в XX веке

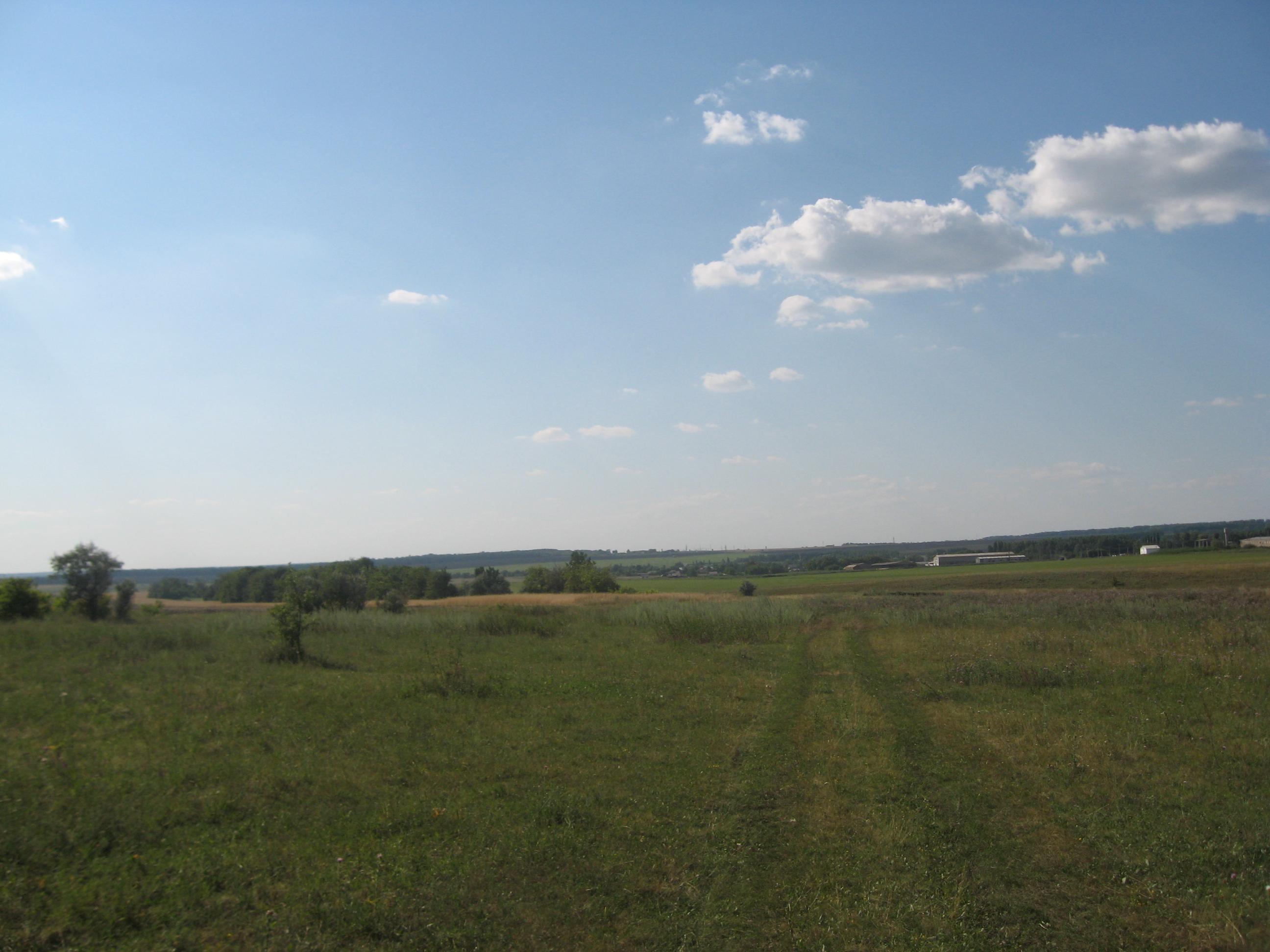
Просёлочная дорога в Моховое с пруда Крутенький

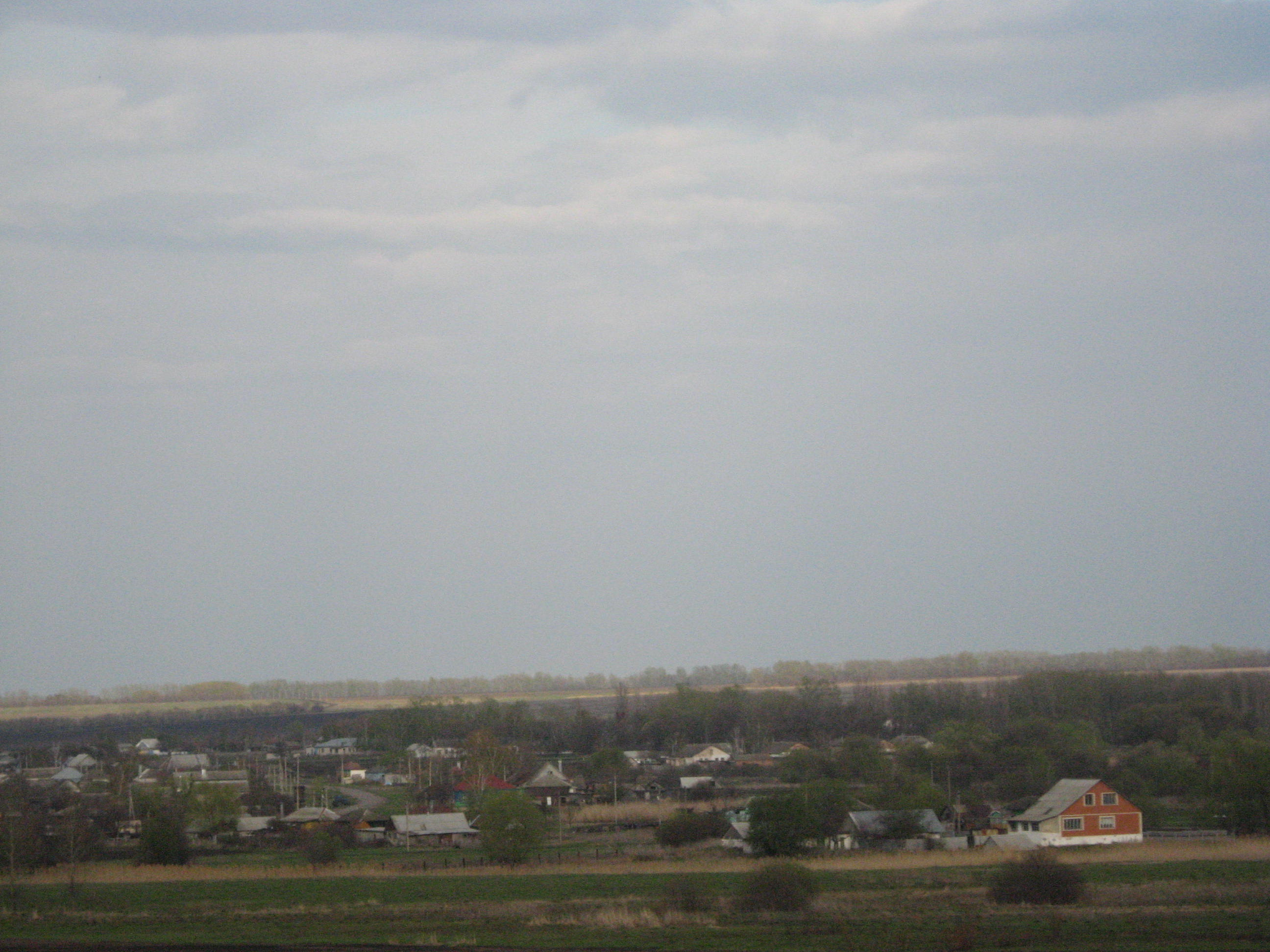
Вид села Моховое с таловской трассы

По данным справочной книги «Населённые места Воронежской губернии» 1906 года в Моховом 182 двора, 1042 жителя, 1 церковно-приходская школа, 1 школа грамоты. В церковно-приходской школе обучалось 33 ученика, в школе грамоты — 34 ученика. На 1908 год в моховской школе грамоты 38 учащихся.
В начале XX века в селе отмечается существование лавки Г. И. Лапшина. В 1910 году в Моховом насчитывалось 190 дворов и 1234 жителя, действовало 11 мелких кустарных предприятия.
В 1918 году село Моховое находилось в прифронтовой полосе боевых действий красных и белых войск. Так, например, 29 октября 1918 года сёла Новая Чигла и Верхняя Тишанка, которые находятся всего в 10 км от Мохового, были заняты белыми войсками. Село Моховое в эти дни было у красных войск. Но 17 ноября части 13-й советской дивизии, перейдя в наступление, оттеснили части белых и заняли Верхнюю Тишанку и посёлок Бирюч.
Первый колхоз в Моховом был образован осенью 1929 года и назывался «Красная армия». Позже колхоз был назван именем партийного деятеля Жданова, в начале 1990-х годов получил название «Искра», а позже — сельхозартель «Моховое».
В 1928 году в Моховом было 254 хозяйства и 1301 житель. В состав Старокурлакского 2-го сельсовета (то есть моховского) входили посёлки Кретовский, Поваровский, Пролетарский, хутор Яицкий. Моховое входило в Аннинскую волость (центр — село Анна, сегодня пгт. Анна) Бобровского уезда.
По данным книги «Населённые пункты ЦЧО» в 1932 году в Старом Курлаке 2-м (Моховое) было 1407 жителей. Село в ходило в состав Новокурлакского сельского совета.
Постепенно численность населения села Моховое сокращалась. В 1956 году в селе проживало 614 человек, а к 1979 году проживало 436 человек и было 183 двора.
В 1959 году в моховской колхоз «им. Жданова» входили село Моховое (Старый Курлак 2-й), посёлки Кретовка, Поваровка, Вальский.
В 1975 году в Моховом в память о погибших в годы Великой Отечественной войны был открыт памятник.

## Хроника села Моховое
1810 год — первое упоминание села Моховое
1859 год — первое документальное свидетельство численности населения села
1887 год — первое документальное упоминание современного названия села — Моховое; Первое документальное упоминание хутора Кретова — будущего степного посёлка Кретовка
1900 год — первое документальное свидетельство существования Димитровской церкви; Первое документальное упоминание о действующей в селе церковно-приходской школе
1906 год — население села перевалило за тысячу и составило 1042 жителя; Первое документальное упоминание о действующей в селе школе грамоты
1906 год, 20 мая — самовольный покос крестьянами села Моховое лугов у помещика Милицына
1918 год — разработка плана распределения земли между крестьянами Новокурлакской волости, в том числе и крестьянами села Моховое
1921 год — начало добровольного переселения крестьян села Моховое в степь
1928 год — документальное упоминание о действующей в селе школы 1-й ступени; Село Моховое образует отдельную административную единицу — сельский совет Старый Курлак 2-й с центром в селе Моховое
1929 год — образование первого колхоза «Красная армия»
1932 год — село Моховое входит в состав Новокурлакского сельского совета
1935 год — село входит в состав Садовского района
1948 год — снос колокольни Димитровской церкви
1959 год — в моховской колхоз им. Жданова входят село Моховое, посёлки Вальский, Кретовка, Поваровка
1972 год — село окончательно получает современное название — Моховое
1975 год — открытие памятника землякам, погибшим в годы Великой Отечественной войны
2008 год — подключение к районной газовой сети части сельских домов

## Социальная и экономическая жизнь села

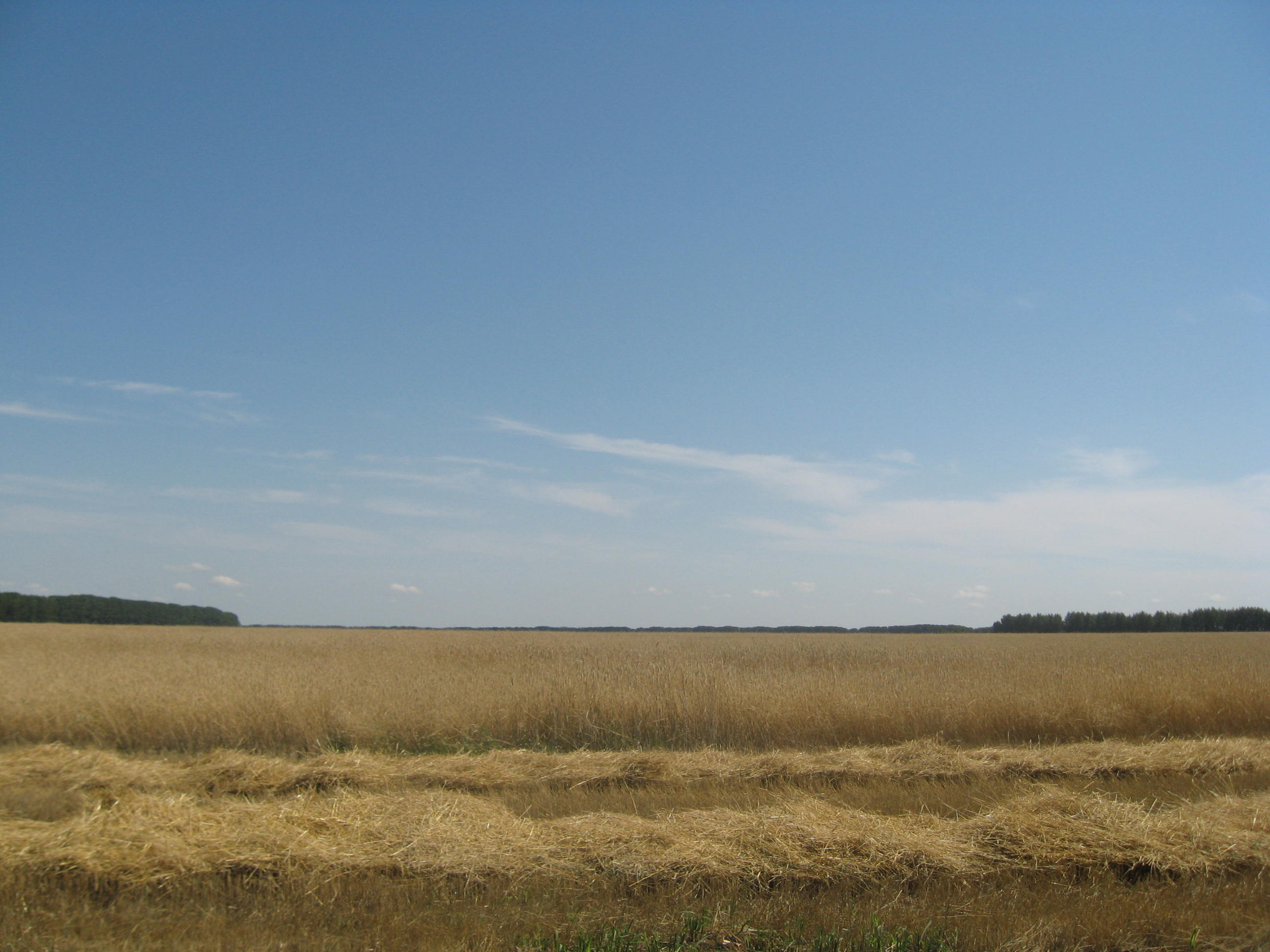
Поля хозяйства в Моховом

В современном Моховом действует два магазина: магазин Садовского сельпо (село Садовое Аннинского района) и магазин, организованный местным хозяйством. В селе функционирует дом культуры, пункт почтовой связи, медицинский пункт. Функционирует сельская библиотека. В селе Моховое действует хозяйство «Нива», которое даёт большую часть рабочих мест для местных жителей.
В начале 1990-х годов в Моховое через реку Курлак был построен бетонный мост. До этого мост был деревянный, который сносило каждую весну в половодье.
В 1970—1980-е годы по части улиц села были проложены асфальтовые дороги. В 2008 году в Моховое проведён природный газ, подключена часть сельских домов.

## Население
| 2000 | 2005 | 2010 |
| ---- | ---- | ---- |
| 516  | ↘461 | ↘357 |

- 1859 год — 670 жителей
- 1887 год — 674 жителя
- 1900 год — 957 жителей
- 1906 год — 1042 жителя
- 1910 год — 1234 жителя
- 1928 год — 1301 житель
- 1932 год — 1404 жителя
- 1956 год — 614 жителей
- 1979 год — 436 жителей
- 1998 год — 546 жителей

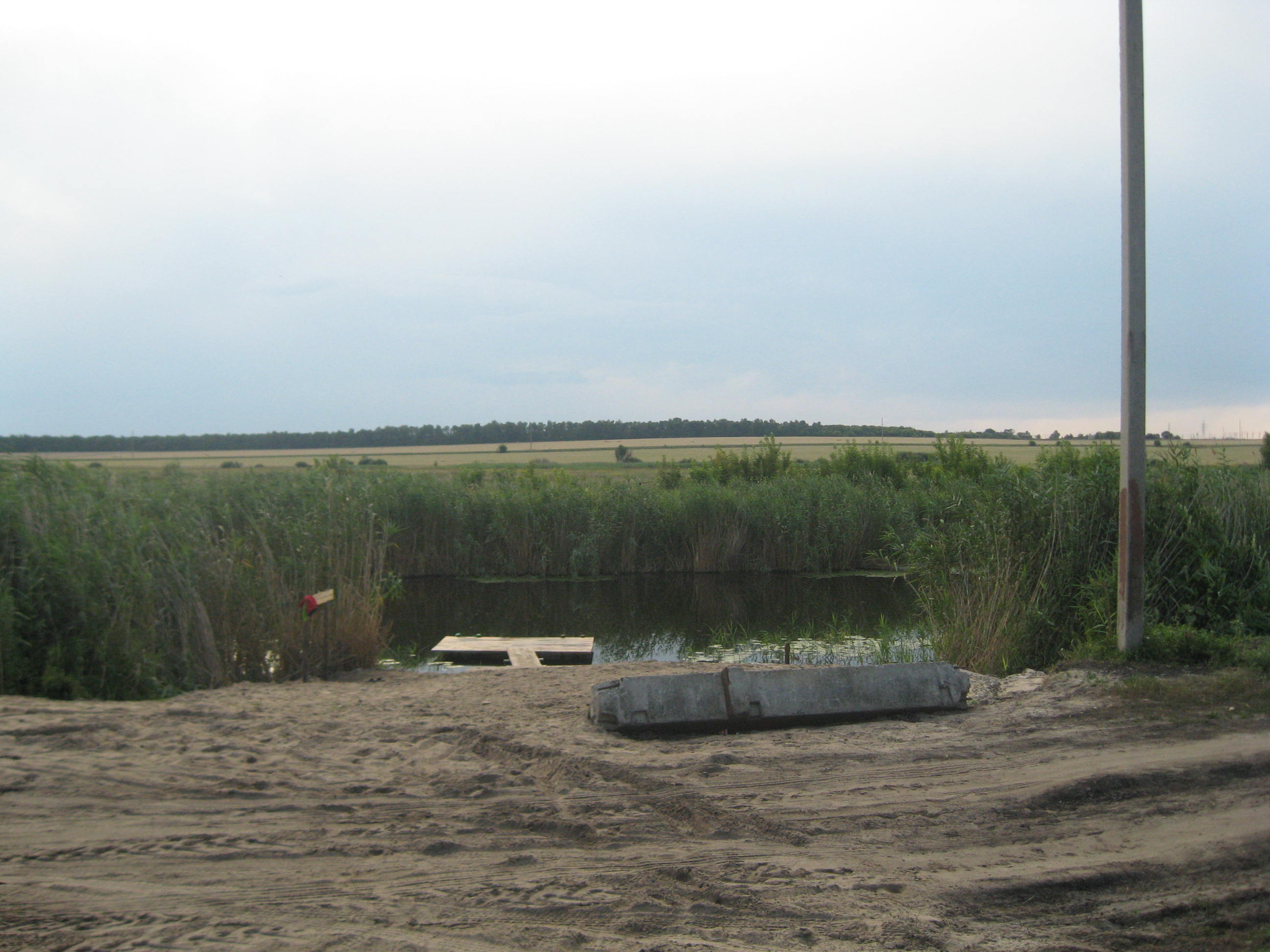
Мостик на Курлаке в Моховом

В настоящее время население села составляет около 500 человек. Подавляющее большинство жителей — русские. Конфессиальная принадлежность — православные христиане.

## Транспорт
В село Моховое два раза в сутки следует автобус «Анна-Кушлево», который заходит также в соседние сёла Новый Курлак, Старый Курлак, посёлок Кушлево. Утренний рейс в 8:00, обеденный в 15:00. Также по трассе «Бутурлиновка-Таловая-Анна», которая находится в 2-х км от села, следуют автобусы в областной центр Воронеж и в обратном направлении.

## Географическое расположение

### География
Село Моховое входит в Новокурлакское сельское поселение Аннинского района Воронежской области России. Земли села на юге граничат с Таловским районом.
Моховое расположено на луговой местности Окско-Донской равнины. С запада и с севера село огибает река Курлак, на юге — остатки Мохового болота и пересыхающий ручей Крутенький, который, соединяясь с ручьём Жильцов, впадает в реку Курлак. Ручей получил такое название по крутым берегам. Длина ручья примерно 3 км. Крутенький впадает в Курлак на юге Мохового.
В центре села расположена старица Курлака, которая сейчас превратилась в болото Кочки.
С момента основания основное занятие населения — земледелие. Основная водная артерия — река Курлак.
Расстояние до районного центра Анна — 15 км, до центра сельского поселения (село Новый Курлак) — 2 км, расстояние до города Воронеж — 120 км. Близлежащие сёла: Старый Курлак, Новый Курлак, Кушлево, Бродовое, Хлебородное, Новая Жизнь, Бирюч, Верхняя Тишанка. Расстояние до Битюга — 6 км, до лесного массива, который находится к западу от села — 5 км. Рядом с Моховым проходит автотрасса Анна — Таловая — Бутурлиновка. Ближайшая база отдыха в селе Садовое — 15 км на северо-запад. Ближайшая гостиница — в посёлке городского типа Анна.

### Ручьи
- Крутенький;
- Жильцов.

### Пруды
В селе и около села Мохового много прудов:
- Кретовский,
- Поваровский,
- Глинятка,
- Новый,
- Аршавский,
- Семёнов,
- Студенец,
- Малые солонцы,
- Крутенький,
- Мокренький.

В прудах водится много рыбы: щука, карась, сазан, карп, плотва, краснопёрка, пескарь.

### Родники
- Холодный Ключ;
- Мокрая Вершина;
- Захаров колодец;
- Отряд.

Водоёмы
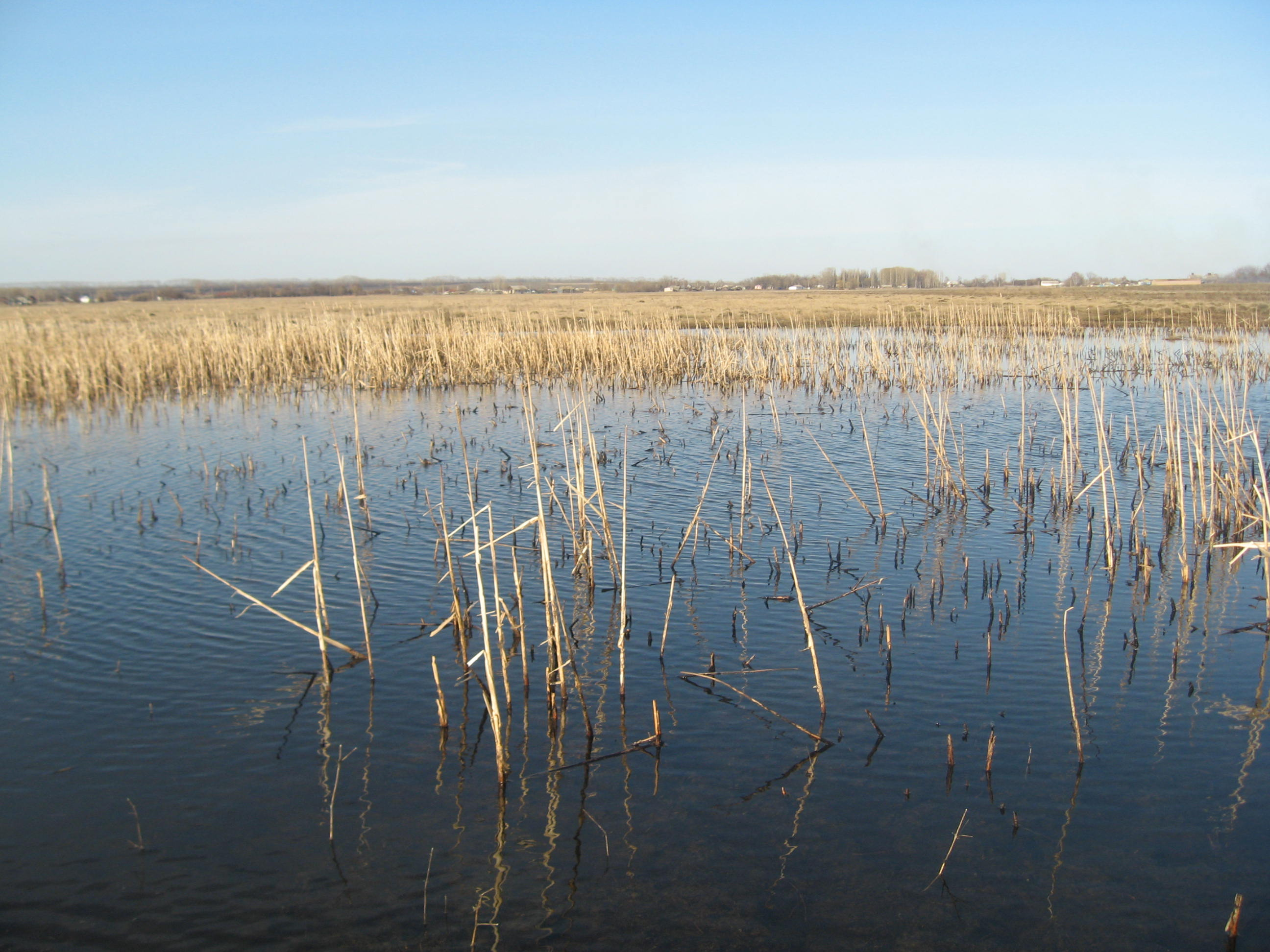
Моховое болото в апреле на фоне села
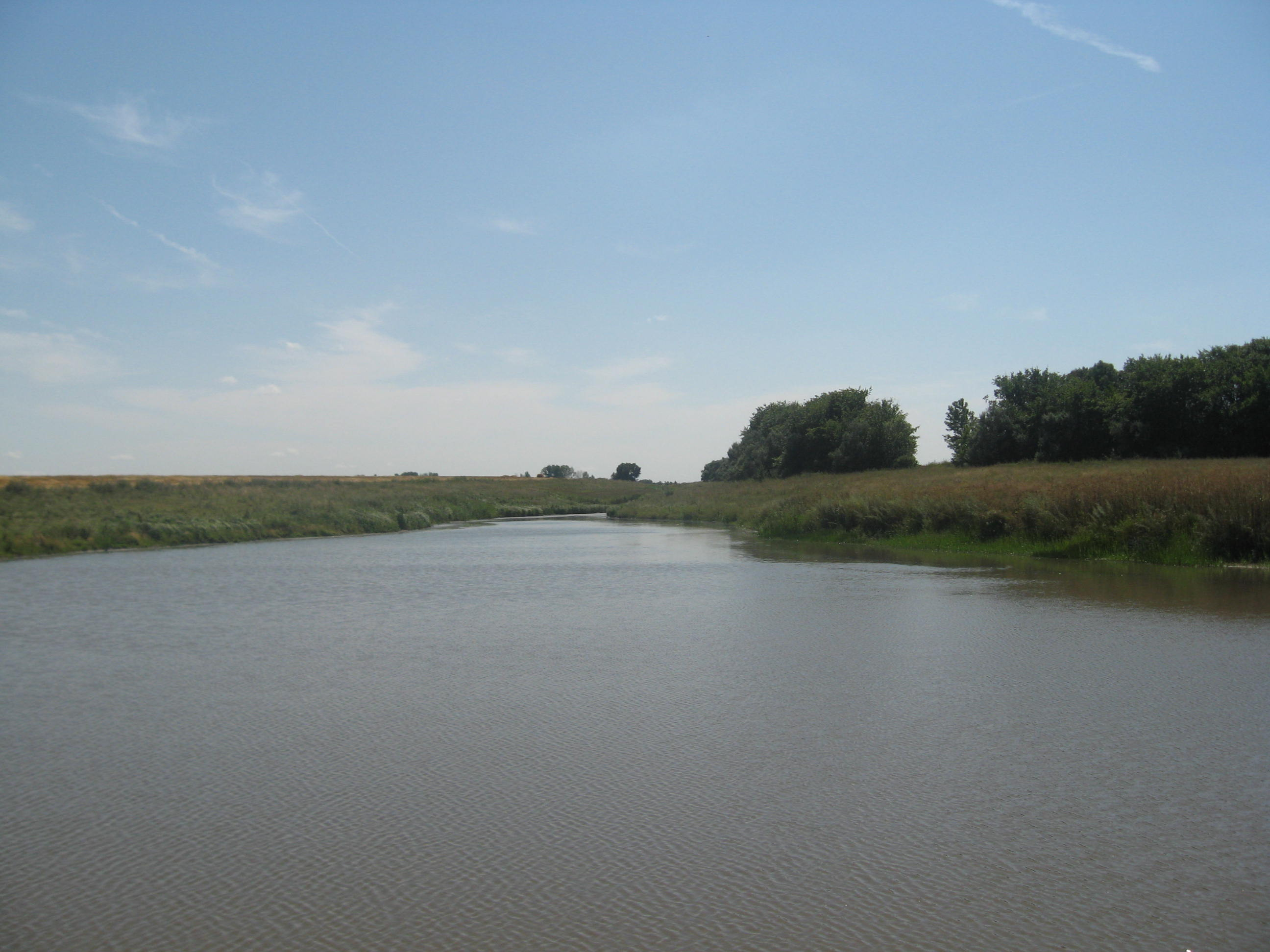
Пруд Крутенький у Мохового
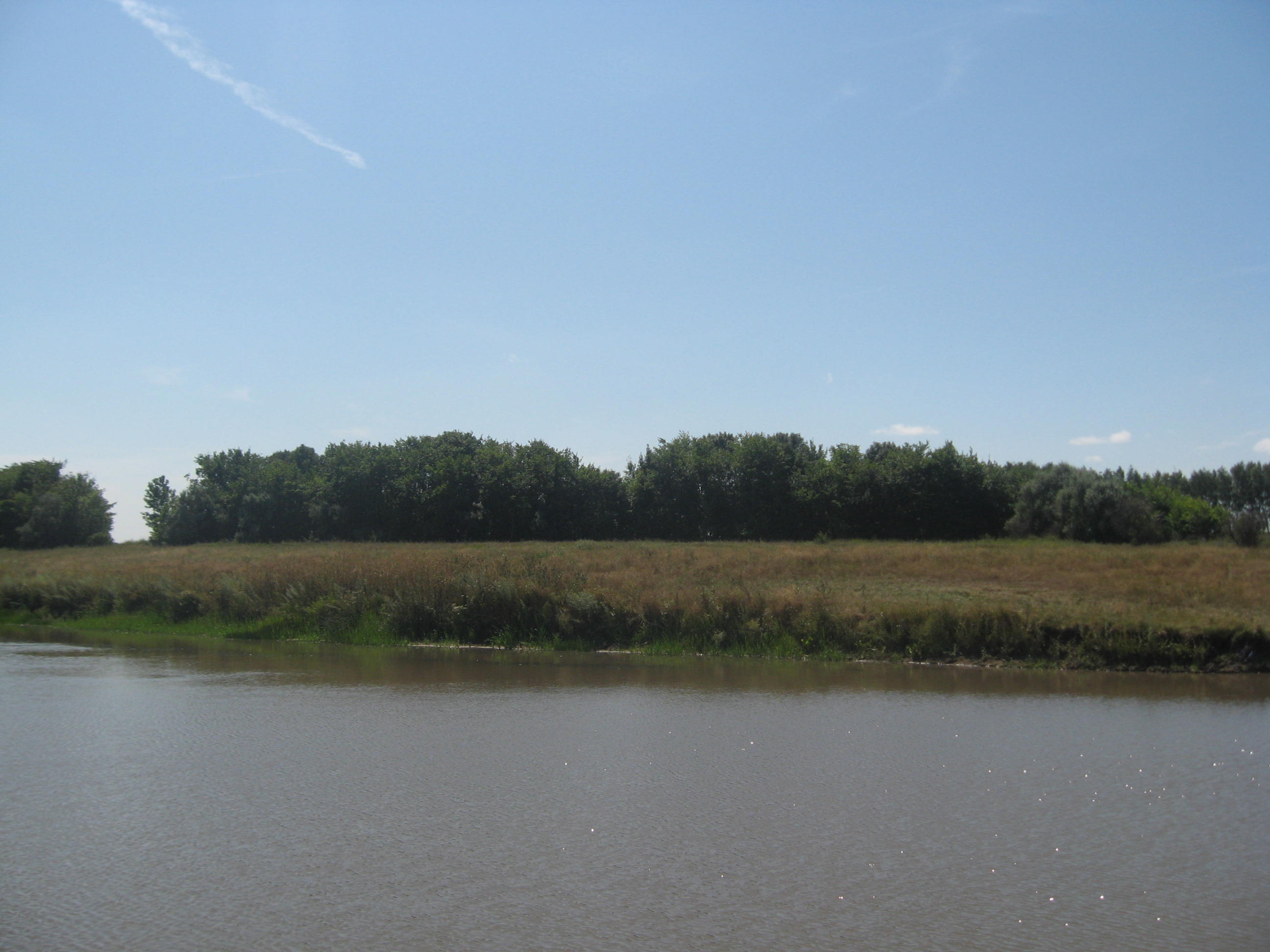
Пруд Крутенький

### Климат
Климат местности, где расположено село Моховое — умеренно континентальный со среднегодовой температурой от +5,0 °C.

## Животный мир
В окрестностях Мохового много зайцев, лис, иногда можно встретить волка. Из лесов по берегам реки Битюг на моховские поля прибегают косули, кабаны. В моховских водоёмах много водоплавающей птицы: дикие утки, гуси. Очень часто встречаются журавли, цапли, куропатки. Множество скворцов, жаворонков, синиц.

## Улицы
В селе 6 улиц: Колхозная, Ленина, Набережная, Рабочая, Садовая, Советская.

## Спорт
Село Моховое — спортивное село. В 1950-е годы в селе действовало спортивное общество «Колхозник» при местном колхозе им. Жданова. Футбольная команда «Моховое» ежегодно участвует в чемпионате Аннинского района по футболу и мини-футболу. В 2009 году Моховская начальная школа была переустроена под спортивно-оздоровительный комплекс. Моховчане любят футбол, лыжи, плавание.

## Достопримечательности
Достопримечательности села Моховое — это здешняя природа. Местность села Моховое обладает значительным рекреационным и туристическим потенциалом, который практически не реализован. Красивейшие виды и практически нетронутая человеком природа делают эти места поистине привлекательными для отдыха и развлечений. В 3 км на восток от села находится Холодный ключ — родник с чистейшей родниковой водой с примесями серебра. Также чистейшая родниковая вода есть в Жильцовом логу — 2 км на юг от села.

### Памятники
- Памятник воинам, погибшим в годы ВОВ;
- Памятник В. И. Ленину.

## Интересные факты
- Село Моховое получило своё название по имени болота, которое высохло два столетия назад;
- От села до экватора более 5 тысяч км;
- Предками жителей села Моховое были однодворцы, поэтому моховчане никогда не были крепостными;
- В царское время мужики соседних сёл старались взять в жёны моховчанок, так как считалось, что они более работящие, чем свои девушки;
- В годы Великой Отечественной войны через Моховое неоднократно проходили колонны советских солдат, через реку Курлак строили понтонный мост.